# Henriettea hotteana
Henriettea hotteana är en tvåhjärtbladig växtart som först beskrevs av Ignatz Urban och Erik Leonard Ekman, och fick sitt nu gällande namn av Brother Alain. Henriettea hotteana ingår i släktet Henriettea och familjen Melastomataceae. Inga underarter finns listade i Catalogue of Life.